# UN-Sonderberichterstatter zu extremer Armut
Die Stelle des Sonderberichterstatters zu extremer Armut und Menschenrechte (engl.: Special Rapporteur on extreme poverty and human rights) wurde geschaffen, da extreme Armut ein mehrdimensionales Phänomen ist. Entsprechend dem „Multidimensional Poverty Index“ des Entwicklungsprogramms der Vereinten Nationen (UNDP), welches mehrere Benachteiligungen auf Haushaltsebene widerspiegelt, einschließlich der Gesundheits-, Schul- und Lebensbedingungen. Dem UNDP-Bericht über die menschliche Entwicklung 2014 zufolge sind über 2,2 Milliarden Menschen, mehr als 15 Prozent der Weltbevölkerung, „in der Nähe oder leben in mehrdimensionaler Armut“.

## Das UN-Mandat
Die UN-Menschenrechtskommission schuf die Stelle des UN-Sonderberichterstatters zu extremer Armut am 17. April 1998 mittels einer Resolution, in welcher auch der Auftrag definiert wurde. Dieses UN-Mandat ist auf drei Jahre befristet und wird regelmäßig verlängert. Nachdem die UN-Menschenrechtskommission im Jahr 2006 durch den UN-Menschenrechtsrat ersetzt wurde, ist dieser nun zuständig und übt die Aufsicht aus. Die letzte Verlängerung des Mandates erfolgte am 11. Juli 2017.
Der Sachverständige ist kein Mitarbeiter der Vereinten Nationen, sondern wird von der UN mit einem Mandat beauftragt und dazu erließ der UN-Menschenrechtsrat einen Verhaltenskodex. Der unabhängige Status des Mandatsträgers ist für die unparteiische Wahrnehmung seiner Aufgaben entscheidend. Die Amtszeit eines Mandats ist auf maximal sechs Jahre begrenzt.
Er erstellt thematische Studien und erarbeitet Leitlinien zur Verbesserung der Menschenrechte. Der Sonderbeauftragte macht auf Einladung von Staaten Länderbesuche und kann in beratender Funktion Empfehlungen abgeben. Er prüft Mitteilungen und unterbreitet den Staaten Vorschläge, wie sie allfällige Missstände beheben können. Er macht auch Anschlussverfahren in welchen er die Umsetzung der Empfehlungen prüft. Dazu erstellt er Jahresberichte zuhanden des UN-Menschenrechtsrat.

## Amtsinhaber
- 1998–2004 A. M. Lizin – Belgien
- 2004–2008 Arjun Sengupta – Indien
- 2008–2014 Magdalena Sepúlveda Carmona – Chile
- 2014–2020 Philip Alston – Australien
- seit 2020 Olivier de Schutter – Belgien

## Websites
- Website des Sonderberichterstatters (französisch) * Website des Sonderberichterstatters (englisch)